# Sergio Reynoso

Sergio Antonio Reynoso Martínez conocido artísticamente como Sergio Reynoso (Aguascalientes, 17 de mayo de 1952) es un actor mexicano. Es hermano del actor Jorge Reynoso e hijo del también actor David Reynoso, tío del Director de cine independiente Raúl Reynoso.

## Filmografía

#### Telenovelas
- A.mar, donde el amor teje sus redes (2025) - Gonzalo Bravo[1]
- El Conde: amor y honor (2024) - Alfredo Gallardo[2]
- El extraño retorno de Diana Salazar (2024) - Emiliano[3]
- Mi camino es amarte (2022) - Humberto Santos[4]
- Los ricos también lloran (2022) - Ramiro Domínguez[5]
- La mexicana y el güero (2020-2021) - Fermín Santoyo
- Como tú no hay dos (2020) - Félix Cortéz "El Bacalao"
- Ringo (2019) - Augusto Llorente[6]
- Sin tu mirada (2017-2018) - Margarito Prieto[7]
- El bienamado (2017) - Mateo Mendoza [8]
- Camelia la Texana (2014) - Gobernador
- La tempestad (2013) - Comandante Robles
- Rosario (2013) - Manuel Pérez
- El talismán (2012) - Gregorio Negrete
- Mar de amor (2009-2010) - Antonio Ruiz
- Mi pecado (2009) - Ernesto Mendizábal
- Fuego en la sangre (2008) - Alejandro Reyes
- Muchachitas como tú (2007) - Alfredo Flores Palacios[9]
- Barrera de amor (2005-2006) - Luis Antonio Romero
- Amarte es mi pecado (2004) - Félix Palacios García
- El manantial (2001-2002) - Fermín Aguirre
- Abrázame muy fuerte (2000-2001) - Hernán Muñoz[10]
- Tres mujeres (1999-2000) - Adolfo Treviño
- Rosalinda (1999) - Agustín Morales
- La mentira (1998) - Lic. Ernesto Salce [11]
- La antorcha encendida (1996) - Don José María Morelos y Pavón

#### Series
- Gossip Girl: Acapulco (2013)
- Como dice el dicho (2011-2012) - Manuel (2 episodios)
- Hermanos y detectives (2009)
- Adictos (2009) - Comandante Ajenjo
- Mujer, casos de la vida real (2002)

### Películas
- Doble secuestro (2003) - Alejandro Orozco
- El rey de los coleaderos (2001) - Santos Rentería
- Billete verde (1999)
- Cuentas claras (1999) - Gálvez
- Por tu culpa (1998)
- El caporal (1997) - Juan Arriaga
- La escolta muerte en primavera (1997) - Comandante Ambríz
- El llamado de la sangre (1996)
- Viajero (1996) - Androz
- Buscando salida (1995) - Luis
- Condenada para un inocente (1995)
- Chantaje complot criminal (1995)
- Reto de ley (1995)
- Duelo final (1994)
- El vengador de Sinaloa (1994) - Jaime Reyes / Benito Galarza
- Cuestión de honor (1993) - Ronco
- Que me siga la tambora (1993)
- La furia de un gallero (1992)
- Mafia mexicana (1992)
- La leyenda del escorpión (1991)
- Gavilán o paloma (1985)
- Las fuerzas vivas (1975)

## Premios y nominaciones

### Premios TVyNovelas 2018
| Categoría              | Telenovela    | Resultado |
| ---------------------- | ------------- | --------- |
| Mejor actor de reparto | Sin tu mirada | Nominado  |